# Izrael na Letních olympijských hrách 2000
Izrael se účastnil Letní olympiády v Sydney. Zastupovalo ho 39 sportovců (29 mužů a 10 žen) v 9 sportech.

## Medailisté
| Medaile | Jméno            | Sport      | Soutěž            |
| ------- | ---------------- | ---------- | ----------------- |
| Bronz   | Michael Kolganov | Kanoistika | K1 500 metrů muži |